# Rue des Écoles (Aubervilliers)
Pour les articles homonymes, voir Rue des Écoles.
La rue des Écoles à Aubervilliers est l'une des artères principales du centre-ville.

## Situation et accès
En partant de l'ouest, cette rue forme le point de départ de la rue Chouveroux, puis croise la rue André-Karman. Elle laisse ensuite sur sa droite, l'impasse Binot et l'impasse de l'Espérance.
Elle traverse ensuite la rue des Cités, la rue Henri-Barbusse, puis arrive au carrefour de la rue des Postes, où les deux rues confondues, se terminent à l'avenue de la République.

## Origine du nom

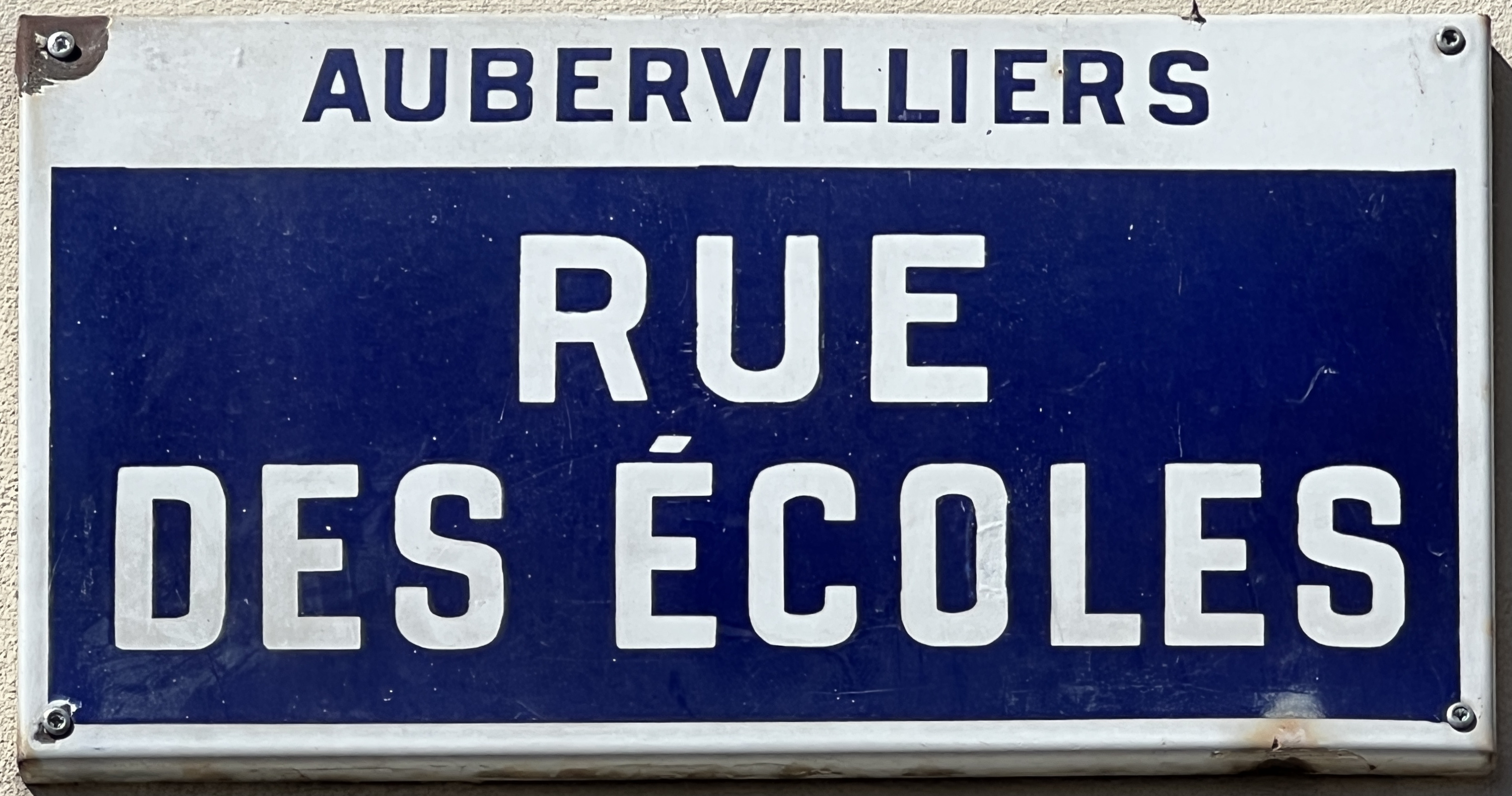
Plaque de la rue des Écoles.

L'origine du nom de cette rue tient aux écoles qui y ont été bâties sous la Troisième République dans le cadre des lois Jules Ferry.

## Historique
Cette rue fut percée dans la deuxième partie du XIXe siècle, concomitamment à l’occasion de la construction du Groupe scolaire en 1876.

## Bâtiments remarquables et lieux de mémoire
- Synagogue Ohel Yaacov[4].
- Polyclinique d'Aubervilliers.
- L'école Jean-Macé a été inaugurée en 1876[5].
- Un puits artésien y a été creusé en 1860[6].

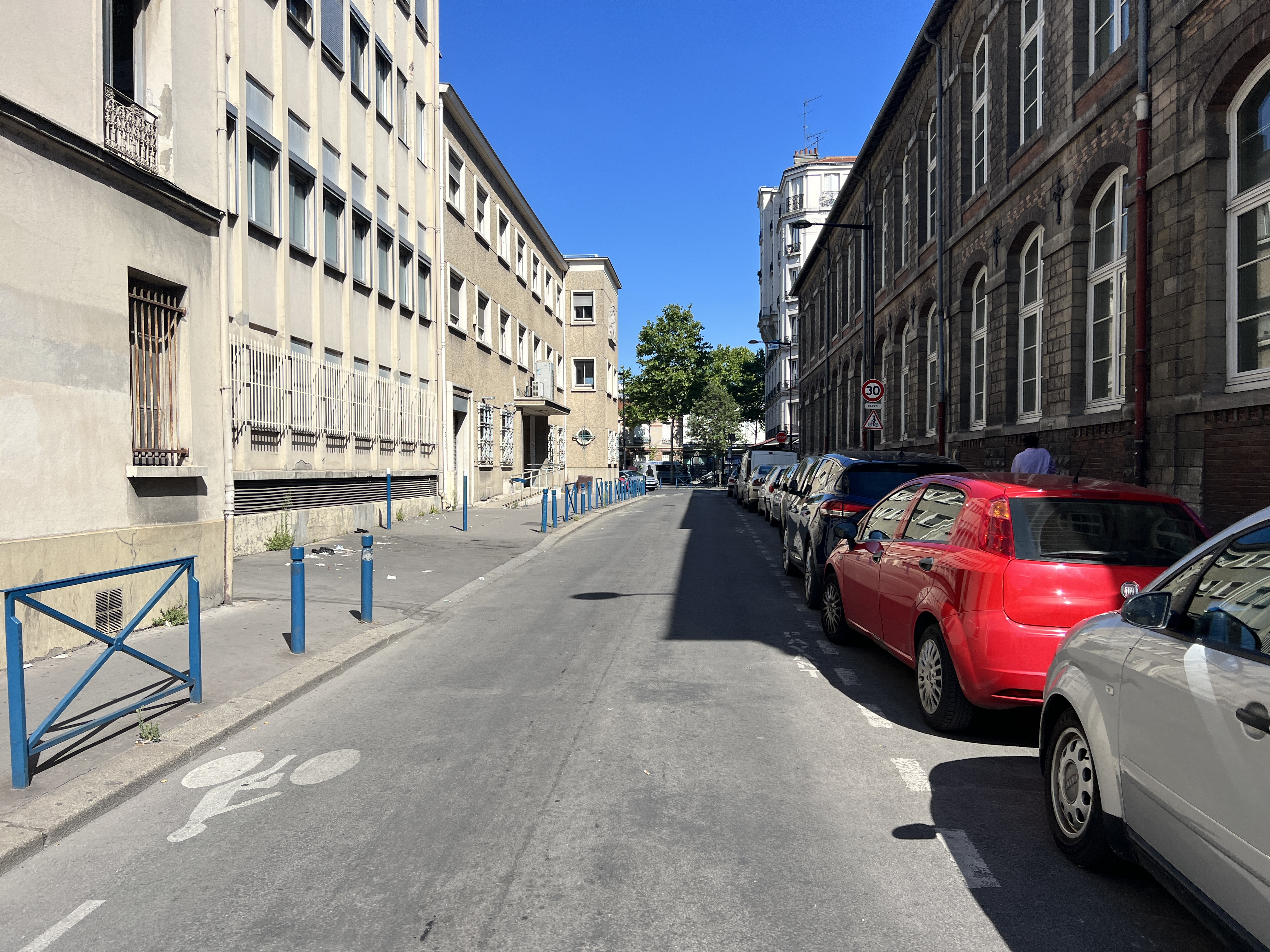
La rue en juillet 2022.
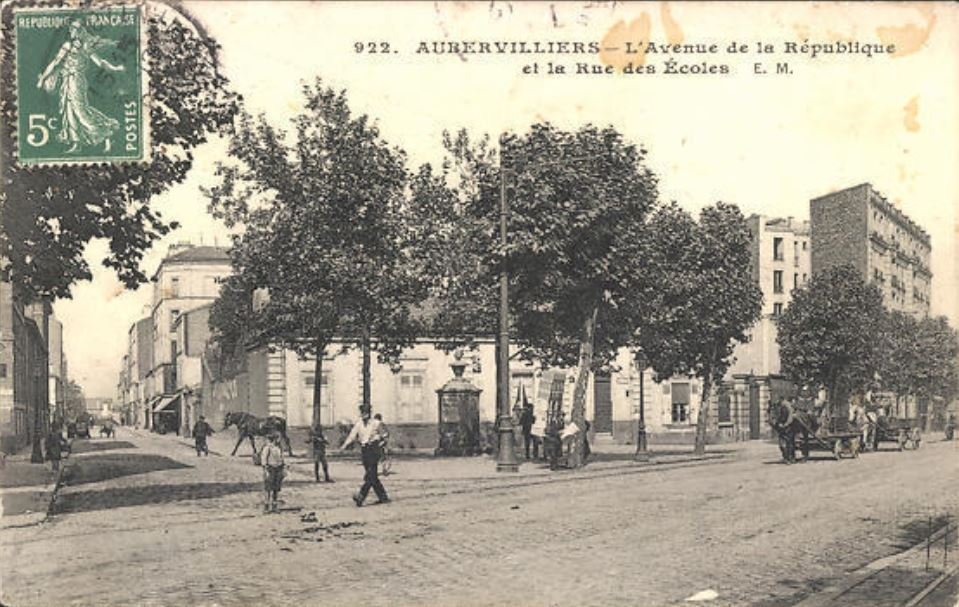
L'avenue de la République et la rue des Écoles à Aubervilliers.